# Forschungsgemeinschaft Bauen und Wohnen
Die Forschungsgemeinschaft Bauen und Wohnen war eine Bauforschungseinrichtung in Deutschland mit Sitz in Stuttgart, die von 1947 bis 1986 bestand.

## Gründung und Geschichte
Die Forschungsgemeinschaft Bauen und Wohnen wurde am 13. Mai 1947 vom Land Württemberg-Baden als Stiftung des öffentlichen Rechts gegründet. Aufsichtsbehörde wurde das Innenministerium. Ursprüngliche Satzungsaufgabe war, unter anderem: „Die Untersuchung aller Probleme zur Behebung der Raumnot und zur Umstellung des Bauwesens auf neuzeitliche Fertigungsverfahren“. Die Forschungsergebnisse der Stiftung wurden von der Bauwirtschaft unmittelbar übernommen. Seit Anfang der 1970er Jahre erweiterte die Forschungsgemeinschaft ihr Tätigkeitsfeld um den Städtebau, die Raumordnung sowie die Landes- und Regionalplanung.
Die Forschungsgemeinschaft gehörte zu den drei Instituten, die im Jahr 1949 von der Bauministerkonferenz der deutschen Länder als Bauforschungseinrichtungen der Bundesrepublik Deutschland anerkannt wurden. Dies waren, neben der Forschungsgemeinschaft, die Arbeitsgemeinschaft für zeitgemäßes Bauen e. V. in Kiel und das Institut für Bauforschung in Hannover. Alle drei Institute wurden im Jahr 1950 vom Bundesminister für Wohnungsbau als Vertreter der besonderen Bauforschungsinstitutionen in den dauerhaften „Beirat für Bauforschung beim Bundesminister für Wohnungsbau“ berufen.
In der Mitte der 1980er Jahre wurde festgestellt, dass die Forschungsgemeinschaft in ihrer Rechtsform, Aufgabenstellung und Arbeitsweise nicht mehr den aktuellen Bedürfnissen des Bauwesens entsprach. Ein insgesamt zurückgehender Forschungsbedarf und die schwierige Haushaltslage des Landes Baden-Württemberg führten schließlich zur Auflösung der Stiftung am 28. Februar 1986.